# Childress (Teksas)
Childress je grad u američkoj saveznoj državi Teksas. Prema popisu stanovništva iz 2010. u njemu je živjelo 6.105 stanovnika.